# Robert Fitzwalter

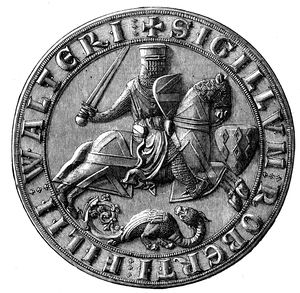

Robert Fitzwalter (1174 ? – 9 dicembre 1235) è stato un condottiero e nobile inglese che prese parte alla rivolta dei baroni inglesi contro il re Giovanni senza terra nel 1216 a seguito della promulgazione della Magna Charta (Fitzwalter era uno dei garanti della Magna Charta).

## L'inizio della carriera
Robert Fitzwalter era il figlio Walter Fitzrobert, il cui padre, che era stato al servizio di Enrico I d'Inghilterra, ricevette in dono da questi la signoria di Dunmow e il maniero di Baynard. La famiglia Fitzwalter, più che dalla nobiltà normanna, veniva da una piccola nobiltà locale che si faceva strada con i servizi resi alla corona ed era un tipo di società che si andava espandendo rapidamente nel mondo feudale.
La nascita di Robert non è registrata, si parla di un Robert Fitzwalter presente al corteo di Enrico il Giovane durante un torneo a Lagny-sur-Marne nel 1180. Si sa che si sposò prima del 1198 e che dalla prima moglie ebbe due figli maschi, una terza figlia nacque dal suo secondo matrimonio.
Nel 1198 morì suo padre ed entrò in possesso delle proprietà paterne e delle rendite della moglie che erano piuttosto cospicue, e anche di una parte di quelle materne, divenendo in breve piuttosto ricco, specie nel nord dove si concentravano le sue proprietà.
Nel 1202 chiese al re di poter ottenere la custodia del Castello di Hertford, sostenendo di avere diritti risalenti ai propri antenati, re Giovanni d'Inghilterra gliela concesse, ed in quell'occasione lo liberò dai debiti che aveva contratto con alcuni usurai ebrei.
L'anno successivo accompagnò il re nella campagna francese, venne nominato governatore del castello di Le Vaudreuil, la costruzione era ben fortificata ed equipaggiata, tuttavia quando re Filippo II di Francia attaccò Robert si arrese immediatamente e finì per essere imprigionato. Portato a Compiègne il re di Francia pretese un forte riscatto ed il re per liberarlo pagò 5.000 marchi, Giovanni d'Inghilterra sostenne che Fitzwalter si era arreso su suo ordine, come che sia nell'autunno del 1203 Robert dovette vendere delle terre per rifondere il re della somma spesa.
Le pesanti tassazioni cui erano sottoposti i baroni li fecero insorgere contro il re così Robert si alleò con Llywelyn il Grande ed Eustachio de Vesci in una cospirazione. La ragione ufficiale delle loro lagnanze era che Giovanni d'Inghilterra mostrava interessi lascivi sulle loro figliole, Robert in particolare lo accusò di aver tentato di sedurre una delle sue figlie, tuttavia la motivazione finanziaria appare primaria e ben più concreta.
In quel periodo Giovanni d'Inghilterra doveva vedersela anche con papa Innocenzo III, in seguito a uno scontro circa l'elezione dell'arcivescovo di Canterbury il re era stato scomunicato qualche anno prima. Nel 1213, il pontefice pareva essersi accordato con il re di Francia così da favorire un'invasione in Inghilterra da parte dei francesi ed era arrivato anche ad assolvere i baroni per la loro rivolta contro il re.
In quell'anno Giovanni d'Inghilterra decise di intraprendere una spedizione contro suo genero Llywelyn il Grande che dal Galles sembrava nutrire mire espansionistiche, mentre era in viaggio venne avvertito da alcune spie che i baroni in rivolta volevano catturarlo. Immediatamente il sovrano congedò l'esercito regolare e, accompagnato da mercenari stranieri, ritornò a Londra, da qui chiese ai baroni di inviare un parente presso la corte come ostaggio, molti obbedirono, ma non Eustachio De Vesci e Fitzwalter, il primo scappò in Scozia, il secondo in Francia. Giovanni d'Inghilterra nel tentativo di indebolirlo saccheggiò le sue proprietà distruggendo due castelli e condannando Robert all'esilio perpetuo. È qui che troviamo la minaccia pontificia di un'invasione insieme ai francesi, al re non restò che sottomettersi e Fitzwalter tornò in patria, in segno di pace il re gli riconsegnò tutte le proprietà che gli aveva confiscato.
Questo non bastò per placare Robert che continuò ad osteggiare la politica regia, il 4 novembre 1214, lui insieme ad altri baroni ed esponenti del clero si incontrarono segretamente e giurarono che gli avrebbero mosso guerra se egli non avesse accettato entro Natale il documento che gli avevano sottoposto che diventerà poi noto come Magna Charta. Il papa che prima li aveva appoggiati ora osteggiava i baroni (uno degli articoli della Magna Charta sosteneva che un gruppo di 25 baroni avrebbe potuto privare il re del potere anche con la forza ed il papa, che era un sovrano, forse capì che questo poteva costituire un pericoloso precedente), il re non acconsentì e chiese una tregua fino alla Pasqua del 1215.
In aprile i baroni erano di nuovo sul piede di guerra, Giovanni d'Inghilterra continuava a temporeggiare rifiutando di apporre la firma, fedeli al loro patto i baroni si prepararono alla guerra. Fitzwalter fu eletto capo della rivolta, il loro successo non sembrava vicino, poi grazie all'influenza che Robert aveva nell'ambiente londinese la città di Londra si schierò con i rivoltosi garantendogli la vittoria. L'esercito dei baroni oltrepassò le mura il 17 maggio e subito iniziarono a ricostruire le difese murarie.
Il 15 giugno Giovanni d'Inghilterra si arrese e firmò la Magna Charta, la pace per un po' sembrò regnare, ma i baroni non lasciavano lo stato di guerra ne tantomeno si sentivano al sicuro, tanto che, per l'incontro chiesto dal re e fissato per Ferragosto, decisero di andare a vicino a Londra così da potersi rifugiare in città in caso di necessità. La pace apparente si ruppe in settembre, Papa Innocenzo III disconobbe la carta esortando i cattolici a non supportare un documento palesemente pericoloso, il parere pontificio ebbe il potere di allontanare i più moderati fra i baroni. Questo non fermò Fitzwalter e gli altri irriducibili che cominciarono ad occupare diverse zone del paese, Robert si trovò a proteggere dai realisti il castello di Rochester, nel Kent, la sua resistenza durò un mese, ma alla fine le truppe reali ebbero la meglio ed egli fu costretto a ritirarsi verso Londra nel mese di ottobre. I negoziati chiesti da Fitwalter fallirono, il 16 dicembre il Papa scomnuicò tutti i ribelli, vista la criticità della loro situazione politica e bellica i baroni chiesero aiuto alla Francia. A questo proposito Fitzwalter si recò da Filippo II di Francia ed offrì il trono inglese a suo figlio, il futuro Luigi VIII di Francia.
Questi accettò di tentare la conquista della corona e sbarcò in Inghilterra nel mese di maggio; durante l'assenza di Fitzwalter le truppe regie avevano recuperato parecchio terreno, egli cercò dunque di convincere la popolazione di Essex e Sussex, le sue contee, ad appoggiare il nuovo re francese. Il 18 ottobre del 1216 Giovanni d'Inghilterra morì lasciando il trono al figlio Enrico III d'Inghilterra che piano piano seppe recuperare il consenso del popolo che abbandonarono la causa di Luigi. Tuttavia il principe francese venne incoronato re d'Inghilterra il 28 ottobre, il paese quindi si trovava con due sovrani, uno dei quali ancora bambino. Le due fazioni si scontrarono in piccole scaramucce per tutto l'inverno e la primavera successiva, finché il 20 maggio ebbe luogo la seconda battaglia di Lincoln. Le forze ribelli subirono una pesante sconfitta, Fitzwalter stesso venne catturato, finalmente l'11 settembre 1217 venne siglata la pace. Nonostante la rivolta da lui capeggiata Fitzwalter venne rilasciato il 24 gennaio del 1218, e benché avesse personalmente fallito, la non abolizione della Magna Charta fu di sicuro un successo suo e di tutti i baroni che avevano lottato.
L'anno successivo partì per la Terra santa sull'onda della Quinta Crociata, restò in Egitto fino al 1221 quando una malattia lo costrinse a rientrare, gli ultimi anni li trascorse in patria ed in pace tanto che si riconciliò con l'ormai cresciuto Enrico III d'Inghilterra.
Morì il 9 dicembre 1235.

## Nella cultura di massa
Si narra che Robert Fitzwalter sia il padre di Lady Marian, consorte del leggendario Robin Hood.